# Ludovico Geymonat
Ludovico Geymonat (Turin, 11 mai 1908 - Rho, 29 novembre 1991) est l'un des plus importants philosophes et historiens de la philosophie italiens du XXe siècle.

## Biographie
En 1930, Ludovico Geymonat passe sa licence de philosophie à l'université de Turin et celle de mathématiques en 1932. Il est très vite un adversaire du fascisme et son refus de s'inscrire au parti fasciste lui enlève tout espoir d'une carrière académique, ce qui le force à n'enseigner que dans les écoles privées. 
Pendant la seconde guerre mondiale, il est partisan en Piémont. Après la fin de la guerre, il entre dans l'enseignement universitaire et, de 1956 à 1978, il tient à l'université de Milan la première chaire de philosophie de la science instituée en Italie. Il participe à la fondation du Centre d'Études méthodologiques de Turin. 
En 1963, il dirige le premier la collection des classiques de la science de la maison d'édition Utet de Turin. 
Sur le plan politique, il adhère d'abord au Parti communiste italien, puis s'en éloigne pour adhérer à Démocratie prolétarienne, puis aux mouvements qui donnèrent naissance au Parti de la refondation communiste.

## Pensée philosophique
Geymonat eut un style de pensée rationaliste. Son œuvre peut être considérée dans la lignée du positivisme (en se démarquant du Cercle de Vienne), en le reliant à la tradition marxiste. On peut tracer deux phases dans l'évolution de sa pensée : dans la première, il approfondit des thèmes typiques du néopositivisme, tandis que dans la deuxième, il s'oblige à analyser la réalité objective et à cette fin utilise les concepts caractéristiques du matérialisme dialectique. 
Son travail d'analyse de la pensée scientifique est considérable et son manuel d'histoire de la philosophie pour les lycées a été largement diffusé.

## Œuvres
- Il problema della conoscenza nel positivismo (1931)
- La nuova filosofia della natura in Germania (1934)
- Studi per un nuovo razionalismo (1945)
- Saggi di filosofia neorazionalistica (1953)
- Galileo Galilei (1957)
- Filosofia e filosofia della scienza (1960)
- Storia del pensiero filosofico e scientifico, en 7 volumes (1970-1976)
- Attualità del materialismo dialettico, avec Bellone, Giorello et Tagliagambe (1974)
- Scienza e realismo, 1977
- Le ragioni della scienza, avec Giorello et Minazzi (1986)
- Storia del pensiero filosofico e scientifico, manuel pour les Lynx